# Campionats d'Àfrica de ciclisme en pista
Els Campionats d'Àfrica de ciclisme en pista són els campionats continentals africans de ciclisme en pista. Estan compostos per diferents proves tant en categoria masculina com femenina. Es porten disputant des del 2015 i estan organitzats per la Confederació Africana de Ciclisme.

## Palmarès masculí

### Quilòmetre contrarellotge
| Any  | Campió       | 2n                   | 3r                 |
| 2015 | Eugene Soule | Jean Smith           | Matthew de Freitas |
| 2016 | Jean Spies   | Abdelbasset Hannachi | Yassine Aghaous    |
| 2017 | Jean Spies   | Jared Poulton        | Othmane El Afi     |

### Keirin
| Any  | Campió         | 2n                    | 3r                   |
| 2015 | Jean Smith     | Eugene Soule          | Mandlankosi Mlotshwa |
| 2016 | Ahmed Galdoune | Mickhail Yacin Chalel | Ayoub Kerrar         |
| 2017 | Jean Spies     | Wade Theunissen       | Rocco King           |

### Velocitat individual
| Any  | Campió          | 2n               | 3r               |
| 2015 | Jean Smith      | Eugene Soule     | Kyle Borchjes    |
| 2016 | Yassine Aghaous | El Mehdi Laanaya | Mohamed Ennasiry |
| 2017 | Jean Spies      | Wade Theunissen  | Jared Poulton    |

### Velocitat per equips
| Any  | Campió                                                                      | 2n                                                                                  | 3r                                                            |
| 2015 | Sud-àfrica · Matthew de Freitas · Kyle Borchjes · Jean Smith · Eugene Soule | Sud-àfrica · Douglas Abbot · Jacobus Johannes Steyn · Jaryd Poulton · Oupa Maluleke | Sud-àfrica · Matthew Roe · Jean Spies · Joshua Buchel         |
| 2016 | Marroc · Mohamed Ennasiry · Yassine Aghaous · Mehdi Belfares                | Algèria · Abdelbasset Hannachi · Yazine Hamza · El Khacib Sasanne                   | Egipte · Islam Shawky · Islam Ramadan · Abdulla Idris         |
| 2017 | Sud-àfrica · Evan Carstens · Bernard Esterhuizen · Clint Hendricks          | Sud-àfrica · Graeme Ockhuis · Wayde Theunissen · Rocco King                         | Seychelles · Christopher Gerry · Xerxes Larue · Mario Ernesta |

### Persecució individual
| Any  | Campió             | 2n                   | 3r                |
| 2015 | Hendrik Kruger     | Morne van Niekerk    | Stefan de Bod     |
| 2016 | Mohcine El Kouraji | Abdelbasset Hannachi | Abderrahim Zahiri |
| 2017 | Steven van Heerden | Jared Poulton        | Othmane El Afi    |

### Persecució per equips
| Any  | Campió                                                                                | 2n                                                                                                   | 3r                                                                              |
| 2015 | Sud-àfrica · Morne van Niekerk · Stefan de Bod · Hendrik Kruger · Kellan Gouveris     | Sud-àfrica · Jacobus Johannes Steyn · Jaryd Poulton · Oupa Maluleke · Steven van Heerden             | Sud-àfrica · Dirk Nel · Matthew Roe · Jean Spies · Joshua Buchel                |
| 2016 | Marroc · Abderrahim Aouida · Soufiane Sahbaoui · Mohcine El Kouraji · El Mehdi Chokri | Algèria · Abdelbasset Hannachi · Mohamed el Mahdi Seguouini · El Khacib Sassane · Abderrahmane Hamza | Egipte · Islam Nasser · Abdullah Idris · Islam Shawky · Islam Ramadan           |
| 2017 | Sud-àfrica · Nolan Hoffman · Steven van Heerden · Jean Spies · Josh van Wyk           | Sud-àfrica · Jared Poulton · Giuliano Giordani · Evan Carstens · Clint Hendricks                     | Sud-àfrica · Peter Lee Jefferies · Kyle Walker · Sbonga Shange · Andrew Edwards |

### Cursa per punts
| Any  | Campió             | 2n                    | 3r               |
| 2015 | Nolan Hoffman      | Joshua Buchel         | Jac-Johann Steyn |
| 2016 | Jean Spies         | Mickhail Yacin Chalel | Ahmed Galdoune   |
| 2017 | Steven van Heerden | Evan Carstens         | Jared Poulton    |

### Scratch
| Any  | Campió             | 2n                 | 3r                 |
| 2015 | Maroesjka Matthee  | Elfriede Wolfaardt | Ilze Bole          |
| 2016 | Mohcine El Kouraji | Abderrahim Aouida  | Abderrahmane Hamza |
| 2017 | Jean Spies         | Nolan Hoffman      | Evan Carstens      |

### Madison
| Any  | Campió                                          | 2n                                                       | 3r                                      |
| 2015 | Sud-àfrica · Morne van Niekerk · Nolan Hoffman  | Sud-àfrica · Jacobus Johannes Steyn · Steven van Heerden | Sud-àfrica · Jean Spies · Joshua Buchel |
| 2017 | Sud-àfrica · Nolan Hoffman · Steven van Heerden | Sud-àfrica · Bernard Esterhuizen · Evan Carstens         | Sud-àfrica · Jean Spies · Jared Poulton |

### Òmnium
| Any  | Campió           | 2n            | 3r              |
| 2015 | Jac-Johann Steyn | Joshua Buchel | Oupa Maluleke   |
| 2017 | Nolan Hoffman    | Evan Carstens | Clint Hendricks |

## Palmarès femení

### 500 m. contrarellotge
| Any  | Campiona               | 2n              | 3r                  |
| 2015 | Annerine Wenhold       | Myrtle Hagedorn | Lauren Burnett      |
| 2016 | Fatima Zahra El Hiyani | Ebtisam Zayed   | Nadia Skoudi        |
| 2017 | Bernette Beyers        | Jennifer Abbott | Magdalene Nicholson |

### Keirin
| Any  | Campiona      | 2n              | 3r              |
| 2016 | Ebtisam Zayed | Nadia Skoudi    | Donia Rashwan   |
| 2017 | Ebtisam Zayed | Bernette Beyers | Jennifer Abbott |

### Velocitat individual
| Any  | Campiona         | 2n              | 3r                  |
| 2015 | Annerine Wenhold | Myrtle Hagedorn | Odette Van Deventer |
| 2016 | Ebtisam Zayed    | Nadia Skoudi    | Mounia Benaji       |
| 2017 | Bernette Beyers  | Jennifer Abbott | Rita Aggo           |

### Velocitat per equips
| Any  | Campiones                                                            | 2n                                             | 3r                                                              |
| 2015 | Sud-àfrica · Odette Van Deventer · Annerine Wenhold · Lauren Burnett | Sud-àfrica · Myrtle Hagedorn · Browyn Abrahams | Sud-àfrica · Lorna Carlstein · Jackie Church · Sonya Kritzinger |
| 2016 | Marroc · Fatima Zahra El Hiyani · Nadia Skoukdi                      | Egipte · Ebtisam Zayed · Donia Rashwan         | Egipte · Toka Khaled Ahmed · Hamdia Hassam Helmy                |
| 2017 | Sud-àfrica · Bernette Beyers · Jennifer Abbott                       | Egipte · Donia Rashwan · Ebtisam Zayed         |                                                                 |

### Persecució individual
| Any  | Campiona               | 2n            | 3r                   |
| 2015 | Maroesjka Matthee      | Ilze Bole     | Ebtisam Zayed        |
| 2016 | Fatima Zahra El Hiyani | Ebtisam Zayed | Khadija El Moutchou  |
| 2017 | Ebtisam Zayed          | Charlene Roux | Danielle van Niekerk |

### Persecució per equips
| Any  | Campiones                                                                    | 2n                                                                                         | 3r                                                                               |
| 2015 | Sud-àfrica · Maroesjka Matthee · Ilze Bole · Claudia Gnudi · Danielle Norman | Sud-àfrica · Elfriede Wolfaardt · Myrtle Hagedorn · Debra Loffell-Dawson · Browyn Abrahams | Sud-àfrica · Sonya Kritzinger · Lorna Carlstein · Jackie Church · Siobhan Walker |

### Cursa per punts
| Any  | Campiona          | 2n                     | 3r               |
| 2015 | Maroesjka Matthee | Debra Loffell-Dawson   | Ilze Bole        |
| 2016 | Ebtisam Zayed     | Fatima Zahra El Hiyani | Donia Rashwan    |
| 2017 | Bernette Beyers   | Charlene Roux          | Victoria Myburgh |

### Scratch
| Any  | Campiona          | 2n                 | 3r                  |
| 2015 | Maroesjka Matthee | Elfriede Wolfaardt | Ilze Bole           |
| 2016 | Nadia Skoudi      | Toka Khaled Ahmed  | Hamdia Hassam Helmy |
| 2017 | Ebtisam Zayed     | Charlene Roux      | Claudia Gnudi       |

### Madison
| Any  | Campiona                                            | 2n                                            | 3r                             |
| 2017 | Sud-àfrica · Jennifer Abbott · Danielle van Niekerk | Sud-àfrica · Victoria Myburgh · Claudia Gnudi | Mixt · Aicha Tihar · Rita Aggo |

### Òmnium
| Any  | Campiona          | 2n            | 3r               |
| 2015 | Maroesjka Matthee | Ebtisam Zayed | Nour Dissem      |
| 2017 | Charlene Roux     | Claudia Gnudi | Victoria Myburgh |